# 鳥取県道223号生山停車場線
鳥取県道223号生山停車場線（とっとりけんどう223ごう しょうやまていしゃじょうせん）は、鳥取県日野郡日南町を通る一般県道である。

## 概要
日野郡日南町生山のJR西日本伯備線 生山駅前から岡山県道・鳥取県道8号新見日南線交点に至る。

### 路線データ
- 起点：鳥取県日野郡日南町生山（JR西日本伯備線 生山駅前）
- 終点：鳥取県日野郡日南町生山（日南町生山交差点、岡山県道・鳥取県道8号新見日南線交点）
- 総延長：0.4 km

## 歴史
- 2006年（平成18年）3月31日 - 鳥取県告示第232・233・236号により、生山道路に並行していた国道183号の旧道が国道指定を解除されたことに伴い、その一部にあたる日野郡日南町生山（生山駅前交差点 - 日南町生山交差点間 ：延長：300 m）を当路線が継承し、終点側を延長[1]。

## 地理

### 通過する自治体
- 鳥取県
  - 日野郡日南町

### 交差する道路
| 交差する道路                    | 交差する場所 | 交差する場所            |
| ------------------------------- | ------------ | ----------------------- |
| 岡山県道・鳥取県道8号新見日南線 | 生山         | 日南町生山交差点 / 終点 |

### 沿線
- JR西日本伯備線 生山駅
- 黒坂警察署 生山駐在所
- 日野川